# Variación del calado por escora

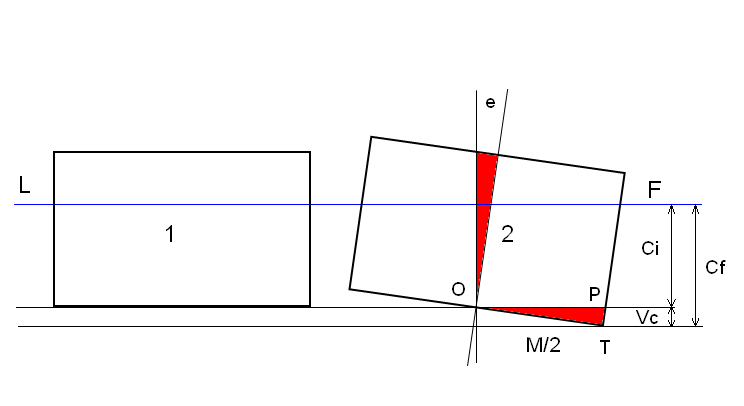
Variación del calado por escora.

Sea la sección transversal de un buque la graficada en la figura 1 del esquema, con un calado inicial Ci.
Por algún motivo el navío escora un ángulo e. Si definimos, en este caso, el calado como la distancia entre el plano de flotación y el punto de mayor inmersión (el pantoque de la banda de escora). Se ve fácilmente que el calado inicial Ci se incrementa Vc a la banda de escora y disminuye a la contraria sin alterar el calado medio.
Quedando la embarcación con un calado final :
{\displaystyle Cf=Ci+Vc}
Del triángulo OPT se desprende que:
{\displaystyle \tan(e)={\frac {\overline {PT}}{\overline {OT}}}}
Dado que el segmento {\displaystyle {\overline {OT}}} el la semi manga y que para ángulos pequeños podemos aceptar que el segmento {\displaystyle {\overline {PT}}} es aproximadamente igual a Vc, tendremos entonces.
{\displaystyle Vc={\frac {M}{2}}*tan(e)}
Donde M es la manga.
{\displaystyle \ tan(e)=} a la tangente del ángulo e.

Es decir que la variación del calado es una función del ángulo de escora, de la manga del buque y de las formas del casco.
Se anexa a continuación una tabla para visualizar los valores que adquiere la variación de calado para diferentes escoras (1 a 5 grados) y diferentes mangas (15 a 40 m).
| Variación del calado por escora (en cm) | Variación del calado por escora (en cm) | Variación del calado por escora (en cm) | Variación del calado por escora (en cm) | Variación del calado por escora (en cm) | Variación del calado por escora (en cm) | Variación del calado por escora (en cm) |
| --------------------------------------- | --------------------------------------- | --------------------------------------- | --------------------------------------- | --------------------------------------- | --------------------------------------- | --------------------------------------- |
|                                         | Manga (en m)                            |                                         |                                         |                                         |                                         |                                         |
| Escora (grados)                         | 15                                      | 20                                      | 25                                      | 30                                      | 35                                      | 40                                      |
| 1                                       | 13                                      | 17                                      | 22                                      | 26                                      | 31                                      | 35                                      |
| 2                                       | 26                                      | 35                                      | 44                                      | 52                                      | 61                                      | 70                                      |
| 3                                       | 39                                      | 52                                      | 66                                      | 79                                      | 92                                      | 105                                     |
| 4                                       | 52                                      | 70                                      | 87                                      | 105                                     | 122                                     | 140                                     |
| 5                                       | 66                                      | 87                                      | 109                                     | 131                                     | 153                                     | 175                                     |